# Campostichomma
Campostichomma is een geslacht van spinnen uit de familie Udubidae.

## Soorten
- Campostichomma alawala Polotow & Griswold, 2017
- Campostichomma harasbedda Polotow & Griswold, 2017
- Campostichomma manicatum Karsch, 1892
- Campostichomma mudduk Polotow & Griswold, 2017